# Филимон, Иоаннис
Иоаннис Филимон (греч.  Ιωάννης Φιλήμων; 1798, Константинополь — 1874, Афины) — греческий историк и издатель XIX века, участник и историограф Греческой революции:A-419.

## Биография
Филимон родился в 1798 году, в Константинополе.
Состоял в тайной греческой революционной организации Филики Этерия.
С началом Греческой революции в 1821 году, волна погромов и резни православного греческого населения прокатилась по всей Османской империи.
Филимон писал: «избранное творение рук Всевышнего, Константинополь, превратилось в ужасную мясорубку людей»:В-61.
Сам Филимон сумел избежать резни и выбрался на Пелопоннес.
Здесь он примкнул к окружению Дмитрия Ипсиланти, с семьёй которого был дружен многие годы, и стал его секретарём:В-44.
Историография в особенности отмечает его участие в походе Ипсиланти по освобождению Средней Греции в 1829 году, последнем году войны:Δ-158.
После последнего и победного для греческого оружия сражения при Петре, Ипсиланти поручил Филимону, как знатоку турецкого языка, провести переговоры с побеждёнными турками:Δ-170.
После чего Филимон присутствовал при окончательной капитуляции сил Ахмед-бея:Δ-172.
С прибытием в Грецию Иоанна Каподистрии, Филимон издал в 1831 году дружественную Каподистрии газету «Мирный» (Ο Ειρηνικός),
После окончания Освободительной войны Филимон написал ряд исторических книг.
Иоаннис Филимон известен как один из основных историографов Греческой революции и является важным источником для сегодняшних историков.
Этому способствует его непосредственное участие в Этерии и войне, личное знакомство со многими её участниками, как и тот факт, что при написании своих работ, Филимон имел в своём распоряжении архив семьи Ипсиланти:Α-309.
Основные работы Филимона — «Исторический очерк о Греческой революции» и «Исторический очерк о Филики Этерии».
Иоаннис Филимон умер в Афинах в 1874 году.

## Работы
- Ιωάννης Φιλήμων. Δοκίμιον ιστορικόν περί της Eλληνικής Eπαναστάσεως (греч.). — Αθήναι: Τύποις Π. Σούτσα και Α. Κτενά, 1859-1861.
- Δοκίμιον ιστορικόν περί της Ελληνικής Επαναστάσεως Τ.Α'/ παρά Ιωάννου Φιλήμονος
- Ιωάννης Φιλήμων. Δοκίμιον ιστορικόν περί της Φιλικής Εταιρείας (греч.). — Ναύπλιο, 1834.